# 马达夫·普拉萨德·吉米瑞
马达夫·普拉萨德·吉米瑞（1919年9月23日—2020年8月18日），尼泊尔诗人。

## 生平
1919年9月23日生于尼泊尔中部的拉姆琼县。吉米瑞的母亲在他三岁时不幸去世，后来由父亲和祖母抚养长大。他在六岁时开始学习读书写字，并在八九岁时跟随一名叫富勒巴巴的老师学习印度历法。十一岁时离开家乡，前往杜勒达达巴学习梵语。随后，他搬至加德滿都进一步深造，也曾在印度和瓦拉納西学习。
他在很小的时候就开始创作诗歌，14岁时在《尼泊尔日报》发表了自己的第一篇作品《戈扬普斯萨》。从瓦拉納西学习回来后，于1941年入职外文出版社，1944年开始担任《尼泊尔日报》助理编辑。1946年升任编辑。1951年返回家乡担任教师。1953年加入诗人拉克斯米·普拉萨德·德夫科塔领导的诗歌协会。
1947年发表《高莉》，抒发丧妻之痛，成为他最为知名的作品之一。美國國會圖書館亦收藏有其15篇作品。他的知名作品包括《高莉》《马拉蒂·曼加勒》《曼加利》等。他还是一些脍炙人口歌曲的作词者。
他主要创作格律诗，抒发对大自然的赞美与热爱之情，表达爱国主义情怀。喜马拉雅山脉是他诗歌中的常见意象。他的诗歌作品深受印度诗人泰戈尔的影响。他也是尼泊尔本土诗人拉克斯米·普拉萨德·德夫科塔的忠实追随者。
1979年至1988年，他担任尼泊尔皇家学院副院长，1988年至1990年担任院长。
2003年，他获得尼泊尔政府授予的“国家诗人”称号。2019年9月，尼泊尔全国各地举行吉米瑞诞辰100周年活动。
2020年8月18日下午，吉米瑞因呼吸系统疾病在加德滿都逝世。
他的葬礼以最高军事荣誉礼仪举行。此前，他曾被授予尼泊尔军名誉准将。